# Bollywood Hollywood
Bollywood Hollywood ist eine kanadische Filmkomödie von Deepa Mehta aus dem Jahr 2002. Am 26. Juni 2003 kam die mit Gesangs- und Tanzeinlagen versehene Geschichte einer Liebe in die deutschen Kinos. Different Tree Same Wood Production zeichnet für die Produktion verantwortlich.

## Handlung
Sein sterbender Vater hatte dem kanadisch-indischen Geschäftsmann Rahul aufgetragen, Verantwortung für die Familie zu übernehmen. Seine Mutter lässt seine Schwester Twinky nur heiraten, wenn Rahul eine Verlobte hat, als die sie nur eine Inderin akzeptiert. Der Druck auf Rahel steigt, als Twinky schwanger wird. In einer Bar lernt er die indischstämmige Sue kennen, die sich als Spanierin ausgibt und die er gegen Bezahlung engagiert, seine indische Verlobte zu spielen. Sie wird von Rahul in indische Verhaltensweisen unterwiesen. Es entwickelt sich mehr als Sympathie zwischen beiden, sie küssen sich.
Auf der Junggesellenparty von Twinkys Verlobtem verlautbart ein Gast, dass er Sue für Sex bezahlt habe: sie sei eine Prostituierte. Rahul, der ihr geglaubt hatte, sie wäre Hostess, wendet sich ab und gesteht seiner Mutter und Großmutter, Sue für ihre Rolle gekauft zu haben. Mutter Seth will Twinkys Hochzeit erneut verschieben, aber Twinky und ihr Verlobter haben inzwischen heimlich geheiratet. Der Geist seines Vaters und der seiner verstorbenen und von der Familie abgelehnten Freundin Kimberley beschwören Rahul, nun seinen eigenen Weg zu gehen. Rahul sucht Sue bei ihren Eltern auf, sie finden wieder zusammen.

## Kritik
„Deepa Mehta gehört zu den Star-Regisseuren des indischen Gegenwartskinos. Nach drei starken Sozialdramen […], die ihr im Ausland viel Lob und daheim Todesdrohungen der Hindu-Fundamentalisten eingebracht haben, zeigt sie mit ihrem ersten außerhalb von Indien gedrehten Film Bollywood Hollywood nun die leichte, heitere Seite ihres Könnens.
Dabei bedient sie sich mit vollen Händen aus der Dramaturgie-Kiste der gerade bei uns modisch gewordenen, indischen Populärkultur: Pathetische Gesten gehören dabei ebenso dazu, wie die Rhythmen des Indi-Pop und die bunten Kleider und Musical-Gesänge des Bollywood-Kinos.
Nicht verändert hat sich der kluge Blick der Regisseurin auf die Dinge. Denn indem sie hier nun von der Liebe zwischen den Sprösslingen zweier sehr unterschiedlicher indisch-kanadischer Familien erzählt, gelingt ihr in sehr lustiger Form auch ein Kommentar über das Aufeinanderprallen der Kulturen, zu dem auch die Einsicht gehört, das Indien selbst keineswegs homogen ist. Man muss dazu vielleicht daran erinnern, dass Kanada das westliche Land mit dem – prozentual – größten asiatischen Bevölkerungsanteil ist; zehn Prozent aller Kanadier, bis zu ein Drittel der Bevölkerung von Vancouver und Toronto stammen aus China und Indien, Tendenz: stark wachsend!“